# 白毛柳
白毛柳（学名：Salix lanifera）为杨柳科柳属的植物，是中国的特有植物。分布于中国大陆的四川等地，生长于海拔3,600米至3,800米的地区，多生长在山坡上，目前尚未由人工引种栽培。